# Balestrand
Balestrand é uma comuna da Noruega, com 430 km² de área e 1462 habitantes (censo de 2004).         